# Delia Nivolelli Grecanico
Le Delia Nivolelli Grecanico est un vin blanc de la région Sicile doté d'une appellation DOC depuis le 10 juin 1998. Seuls ont droit à la DOC les vins récoltés à l'intérieur de l'aire de production définie par le décret. Les vignobles autorisés se situent en province de Trapani dans les communes de Mazara del Vallo, Marsala, Petrosino et Salemi.

## Caractéristiques organoleptiques
- couleur : jaune paille intense avec des reflets verdâtre
- odeur : caractéristique, légèrement fruité, délicat
- saveur : sec, harmonique, frais

Le Delia Nivolelli Grecanico se déguste à une température de 10 à 12 °C et il se gardera 1 – 2 ans.

## Production
Province, saison, volume en hectolitres :
- pas de données disponibles